# Salvia officinalis
Salvia officinalis (nomes comuns sálvia, salva, erva-santa, sálvia-comum, salva-das-boticas, salva-mansa, sálvia-rubra, salva-verdadeira, salveta) é uma pequena planta perene subarbustiva, com caules lenhosos, folhas acinzentadas, e flores azuis a violáceas. Faz parte da família das mentas, Lamiaceae. É nativa da região Mediterrânica e cultivada como erva aromática e medicinal ou como planta ornamental. O termo sálvia e nomes derivados são usados para várias espécies relacionadas ou não com esta.

## Usos
Em algumas partes da Europa, especialmente nos Balcãs, a sálvia-comum é também cultivada para a destilação de um óleo essencial, apesar de outras espécies, como Salvia fruticosa, poderem ser conjuntamente colhidas e destiladas.

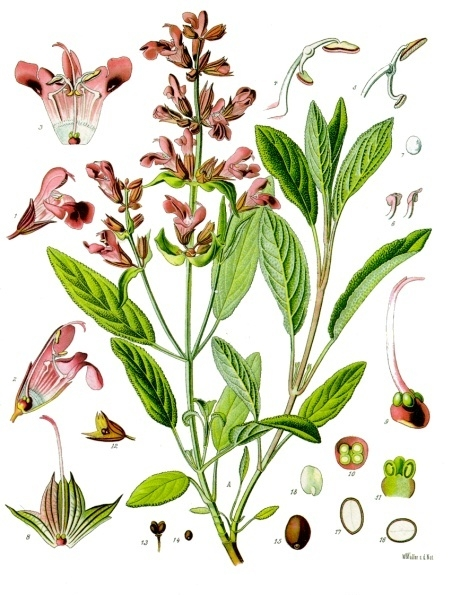
Painting from Koehler's Medicinal Plants (1887).

### Culinária
Como erva aromática, a sálvia tem um sabor ligeiramente apimentado. Na cozinha Ocidental é usada para dar sabor a carnes gordas (especialmente em marinada), queijos, e algumas bebidas. Nos Estados Unidos, Reino Unido e Flandres, a sálvia é usada com cebola, em recheios de porco ou aves e também em molhos. Na cozinha francesa, a sálvia é usada para cozinhar carne branca e em sopas de vegetais. Os alemães usam-na frequentemente em pratos de salsichas. É também de uso comum na cozinha italiana. Nos Balcãs e no Médio Oriente, é usada em assados de borrego.

### Medicinal
A palavra latina salvia significa "curar". Apesar da eficácia da sálvia-comum ser discutível, tem sido recomendada ao longo do tempo para quase todas as enfermidades. As evidências modernas apoiam os seus efeitos como anidrótico, antibiótico, antifúngico, adstringente, antiespasmódico, estrogénico, hipoglicémico e tónico. Num ensaio duplo-cego, ao acaso controlado com placebo, concluiu-se que a sálvia era eficaz no controle de alguns estados de doença de Alzheimer.
Os constituintes ativos mais fortes da sálvia encontram-se no seu óleo essencial, que contém eucaliptol, borneol e tujona. A folha de sálvia contém ácido tânico, ácido oleico, ácido ursónico, ácido ursólico, ácido fumárico, ácido clorogénico, ácido cafeico, niacina, nicotinamida, flavonas, glicosídeos flavonoides, e substâncias estrogénicas.
É necessária precaução quando utilizada em conjunto com estimulantes ou depressores do sistema nervoso central. A sálvia é usada como um nootrópico devido a suas propriedades como inibidor da acetilcolinesterase.

### Saúde
De acordo com as pesquisas recentes da equipa de Peter Rogers da Universidade de Bristol, o extracto de salvia pode aumentar a performance cognitiva, com resultados superiores aos do café.

## História
A Salvia officinalis é usada desde tempos antigos para afastar o mal, para tratar mordeduras de cobra, aumentar a fertilidade feminina, e mais. Provavelmente foi introduzida na Europa a partir do Egito pelos romanos, como planta medicinal. Teofrasto escreveu sobre duas sálvias diferentes, um subarbusto a que chamou sphakos, e uma planta cultivada semelhante a que chamou elelisphakos. Plínio, o Velho disse que a última delas era chamada "salvia" pelos romanos, e usada como diurético, anestésico local para a pele, hemostático, entre outros usos. Carlos Magno recomendava o cultivo desta planta na Idade Média e durante o Império Carolíngio era cultivada nos jardins dos mosteiros. Valfrido Estrabo descreveu-a no seu poema Hortulus como tendo um aroma doce e como sendo útil em muitas enfermidades humanas - regressando à raiz grega do nome chamou-lhe Lelifragus.
A planta tinha uma grande reputação durante a Idade Média, com muitos provérbios referindo-se às suas propriedades curativas e valor. Era por vezes chamada S. salvatrix (Salva a salvadora), e era um dos ingredientes do vinagre dos quatro ladrões, uma mistura de ervas que supostamente protegia da peste. Dioscórides, Plínio, e Galeno todos recomendavam a sálvia como diurético, hemostático, emenagogo e tónico.